# Paul Shortino
Paul Shortino (14 maggio 1953) è un cantante heavy metal statunitense che ha collaborato con diverse band come, Rough Cutt/The Cutt, Quiet Riot, Bad Boyz, Shortino e King Kobra..
Con JK Northrup fondò anche il progetto "Shortino/Northrup".

## Storia
La carriera di Shortino inizia intorno al 1981 quando forma i Rough Cutt a San Diego, California con una formazione composta da quattro membri uscenti dalle prime formazioni dei Ratt, ovvero i chitarristi Jake E. Lee e Chris Hager, il bassista Matt Thorr ed il batterista David Alford, e l'aggiunta del tastierista Claude Steel (Claude Schnell). Dopo essersi ricollocati a Los Angeles, conobbero Ronnie James Dio, che iniziò a produrre le loro prime demo. Oltre a partecipare a due tracce della compilation "L.A's Hottest Unsigned Bands" prodotta dallo stesso R.J. Dio nel 1983. Dopo diversi cambi di formazione, il gruppo si stabilizzò pubblicando il debutto omonimo nel 1985 per la Warner Bros. Records.
Lo stesso anno Shortino verrà chiamato in causa nel progetto Hear 'n Aid, ideato sempre dal mentore R.J. Dio con la partecipazione di svariati personaggi della scena heavy metal mondiale come Dio, Quiet Riot, Iron Maiden, Mötley Crüe, Twisted Sister, Queensrÿche, Blue Öyster Cult, Dokken, Night Ranger, Judas Priest, W.A.S.P., Rough Cutt, Y&T, King Kobra, Spinal Tap. Questo progetto era stato realizzato anche con la partecipazione di Jimmy Bain (Rainbow, Dio) e Vivian Campbell (Dio, Def Leppard, Whitesnake) a scopo di beneficenza per l'Africa.
L'anno successivo seguì il secondo album dei Rough Cutt Wants You!. Shortino apparve brevemente nel film This Is Spinal Tap, pellicola dedicata alla band fittizia Spinal Tap. I Rough Cutt si sciolsero quando nel 1988 Shortino lasciò la band per entrare nei Quiet Riot sostituendo il fondatore e leader Kevin DuBrow. I Rough Cutt lo rimpiazzarono con l'ex cantante dei Warrior Parramore McCarty, ma ebbero breve vita e si sciolsero durante stesso anno.
Shortino registrerò con i Quiet Riot l'omonimo album nel 1988. Apparentemente per il cantante questa avrebbe potuto essere l'opportunità per emergere. Tuttavia il disco risultò un flop, anche a causa del cambio di sonorità di stampo AOR. Dopo un tour in Giappone, Shortino interruppe il rapporto con i QR nello stesso anno.
Dopo appena cinque anni Shortino tornò sulle scene, ormai in piena epoca grunge, con la partecipazione del chitarrista JK Northrup, già collaboratore di Carmine Appice. Questa unione darà alla luce il disco Back on Track (1993), al quale parteciparono numerosi musicisti noti nel panorama musicale come James Kottak (Kingdom Come, Wild Horses), Carmine Appice (Vanilla Fudge, King Kobra), Sean McNabb (Quiet Riot, House of Lords), Jeff Pilson (Dokken), Matt Bissonette (Lita Ford, David Lee Roth, Joe Satriani), Bobby Kimball (Toto) e molti altri.
Shortino pubblicò nel 1997 un album solista intitolato It's About Time, registrato in Europa con musicisti tedeschi. Mentre il live album solista Booked, Toured, Released, realizzato due anni dopo, includeva vecchio materiale dei Rough Cutt. Il secondo album solista in studio, Stand Or Fall, pubblicato nel 1999, vide Shortino avvicinarsi a sonorità blues.
Shortino riformò i Rough Cutt nel 2000 con l'ex chitarrista degli Aerosmith Jimmy Crespo. Due anni dopo partecipa alla colonna sonora del videogioco Sonic Adventure 2 per Sega Dreamcast, con la traccia "Eggman".
Successivamente fondò il progetto Paul Shortino's The Cutt pubblicando il disco Sacred Place nel 2005. Questo disco vedeva la partecipazione di diversi musicisti come Jimmy Crespo, il bassista Sean McNabb, il tastierista J.T. Garrett ed il batterista John Homan. Altri ospiti furono il chitarrista degli Heart Howard Leese, il chitarrista dei Quiet Riot Carlos Cavazo, Brad Gillis dei Night Ranger e Chuck Wright, ex Quiet Riot e House of Lords.
Il singer contribuì come corista al disco di debutto degli Edge of Time una nuova band nata dalla collaborazione con il cantante italiano Chris Heaven e l'ex batterista di Yngwie Malmsteen Michael Von Knorring. Fu con sorpresa che i fans dei Quiet Riot videro fronteggiare Paul Shortino in occasione di un solo show. Apparentemente DuBrow non poté partecipare al concerto a causa di un incidente stradale.

## Discografia

### Solista
- Shortino - It's About Time (1997)
- Shortino - Booked, Toured,...Released! (1999) [Live]
- Paul Shortino and the Rhythm Junkies - Stand or Fall (1999)
- Shortino - Chasing My Day (2009)

### Con i Rough Cutt
- Rough Cutt (1985)
- Wants You! (1986)
- Rough Cutt Live (1996)
- Rough Cutt/Wants You (2005)

### Con iQuiet Riot
- Quiet Riot (1988)
- Greatest Hits (1996)

### Paul Shortino/JK Northrup
- Back on Track (1993)
- Afterlife (2004)

### Paul Shortino's The Cutt
- Sacred Place (2005)

### Con iKing Kobra
- King Kobra (2011)
- King Kobra II (2013)

### Altri album
- Hear 'n Aid - Stars - (1985)
- Badd Boyz - Badd Boyz (1994)
- Mitch Perry - Better Late Than Never (1998)
- Max Magagni - Twister (2001)
- Colonna sonora - Sonic Adventure 2 (2002)
- Stuart Smith - A Taste of Heaven (2004)
- Frost - Out in the Cold (2006)
- George Lynch - Guitar Slinger (2007)
- Frankie Banali and Friends - 24/7/365: The Tribute to Led Zeppelin (2007)
- George Lynch - Scorpion Tales (2008)
- Keel - Streets of Rock 'N' Roll (2010)
- Chris Catena's Rock City Tribe - Truth in Unity (2020)

### Tribute Album
- Dragon Attack: A Tribute to Queen (1997)
- Jeffology: A Tribute to Jeff Beck (1997)
- Crossfire: A Tribute to Stevie Ray Vaughan (1997)
- Forever Mod: Portrait of a Storyteller (1998)
- Leppardmania: A Tribute to Def Leppard (2000)
- Covered Like a Hurricane: A Tribute to the Scorpions (2000)
- Kickstart My Heart: A Tribute to Mötley Crüe (2000)
- Welcome to the Aerosmithsonian: A Tribute to Aerosmith (2001)
- Fire Woman: A Tribute to the Cult (2001)
- Tribute to the Scorpions: Six Strings, Twelve Stings (2005)